# Okada Shin’ichirō

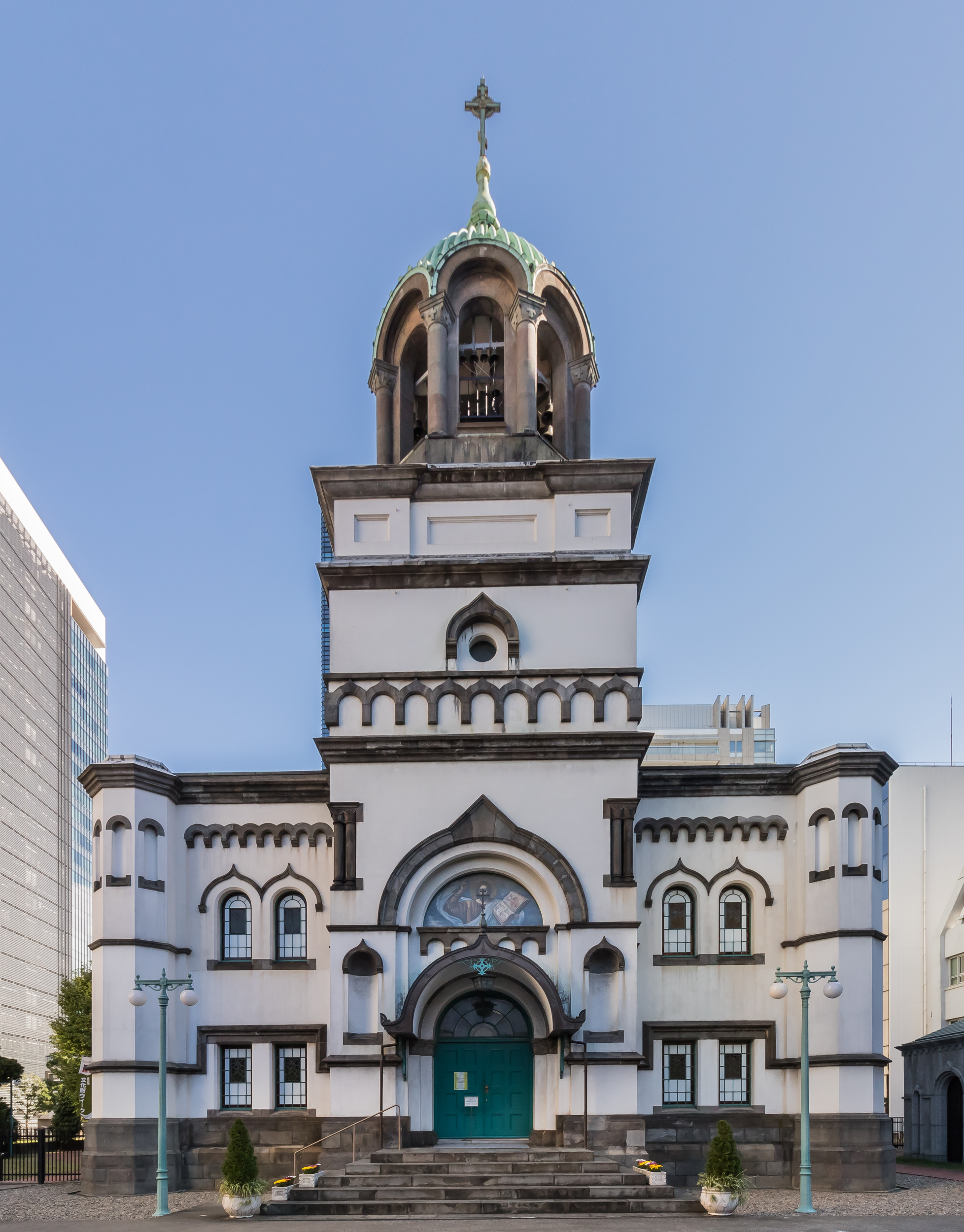
Nikolai-Kirche, 1929

Okada Shin’ichirō (japanisch 岡田 信一郎; geboren 20. November 1883 in Tokio; gestorben 4. April 1932) war ein japanischer Architekt der Meiji-, Taishō- und frühen Shōwa-Zeit.

## Leben und Werk
Nachdem Okada Shin’ichirō 1906 seinen Abschluss an dem Department für Architektur der Universität Tokio gemacht hatte, übernahm er im Jahr darauf eine Lehrverpflichtung an der „Tōkyō Bijutsu Gakkō“ (東京美術学校), der Vorläufereinrichtung der Tōkyō Geijutsu Daigaku, begann aber gleichzeitig seine Arbeit als Architekt.
Okada hatte sich eingehend mit der westlichen Architektur vertraut gemacht, lehnte aber eine unreflektierte Nachahmung strikt ab. Auch war er ein Gegner, immer gleich die neueste Entwicklung zu adaptieren. Das beste Beispiel für seine praktizierte Gelassenheit ist das Gebäude der Meiji-Lebensversicherung (明治生命館 Meiji Seimeikan) aus dem Jahr 1934. Das bereits 1925 gebaute Kabuki-Theater in Tokyo und das Toraya-Süßigkeitengeschäft 1930, ebenfalls in Tokyo, sind Beispiele für die Umsetzung traditioneller japanischer Architektur in Bauten aus Beton. Diese Bauten wurden in jener Zeit hoch anerkannt und führten bei anderen Architekten zu ähnlichen Bauten. Weitere bekannte Gebäude sind das Kaufhaus Takashimaya in Osaka (1922) und das Kunstmuseum der Präfektur Tokio 1927.

## Bilder

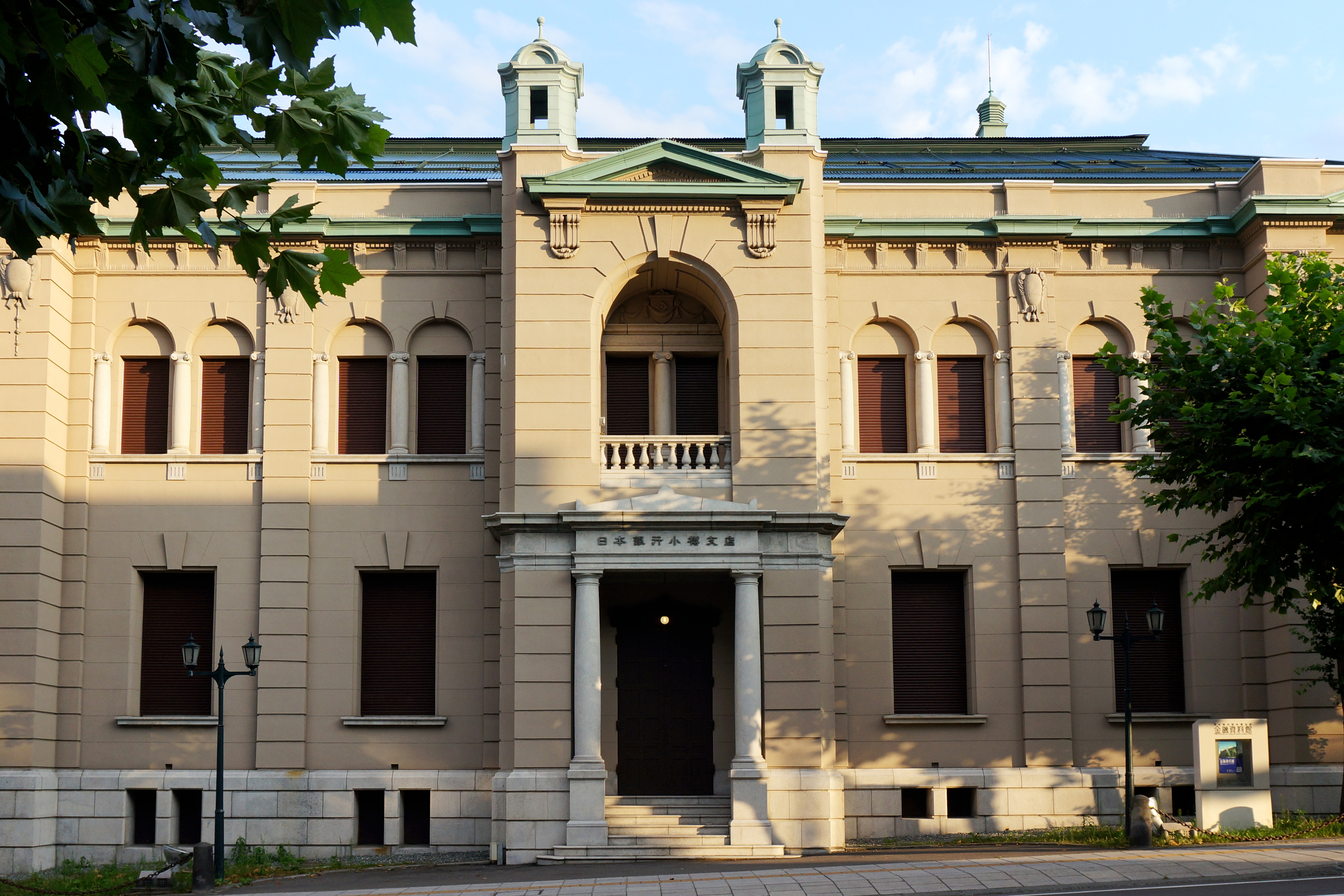
Bank of Japan, Otaru-Zweig, 1912
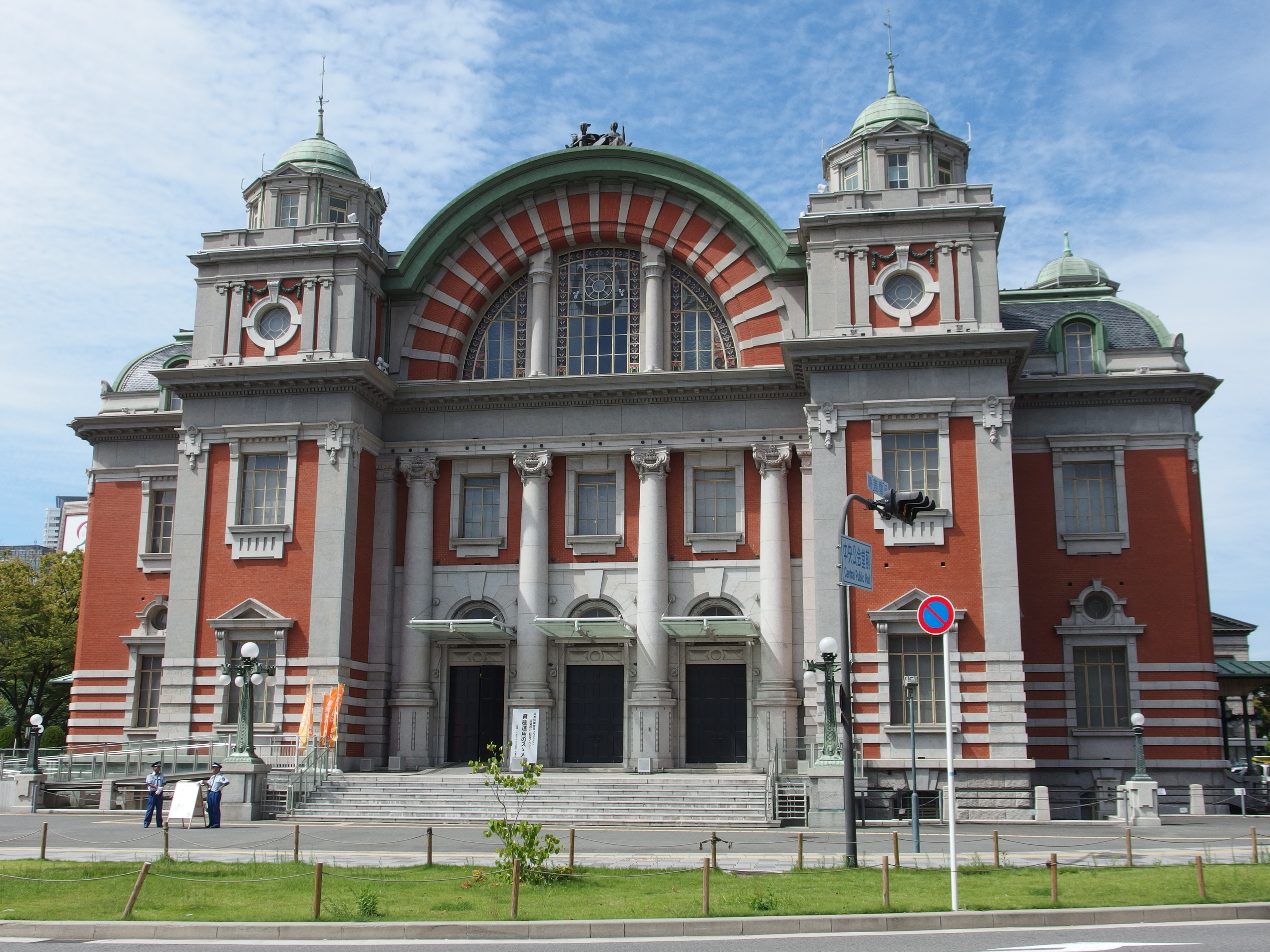
Osaka Central Public Hall, 1918
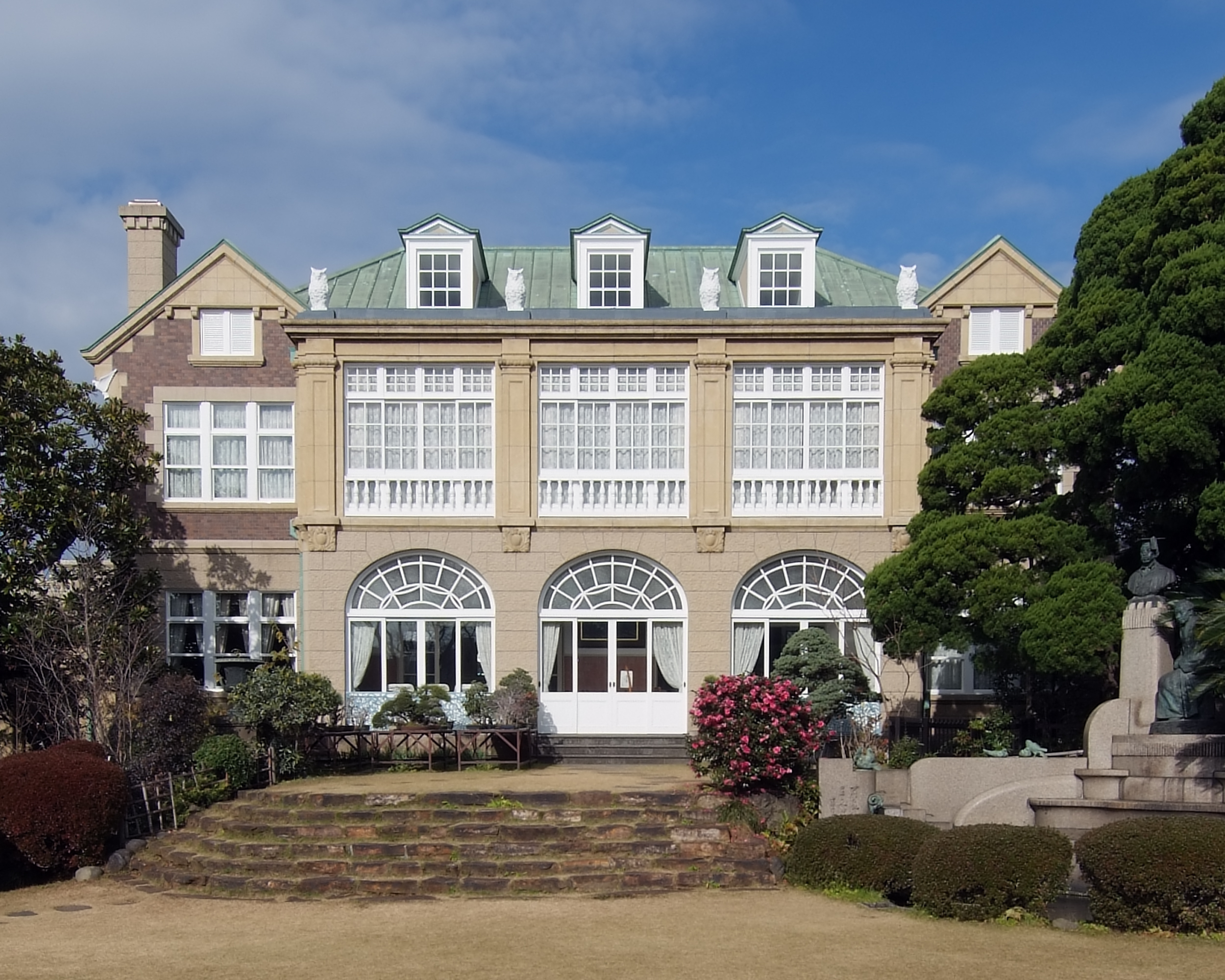
Hatoyama-Halle, 1924
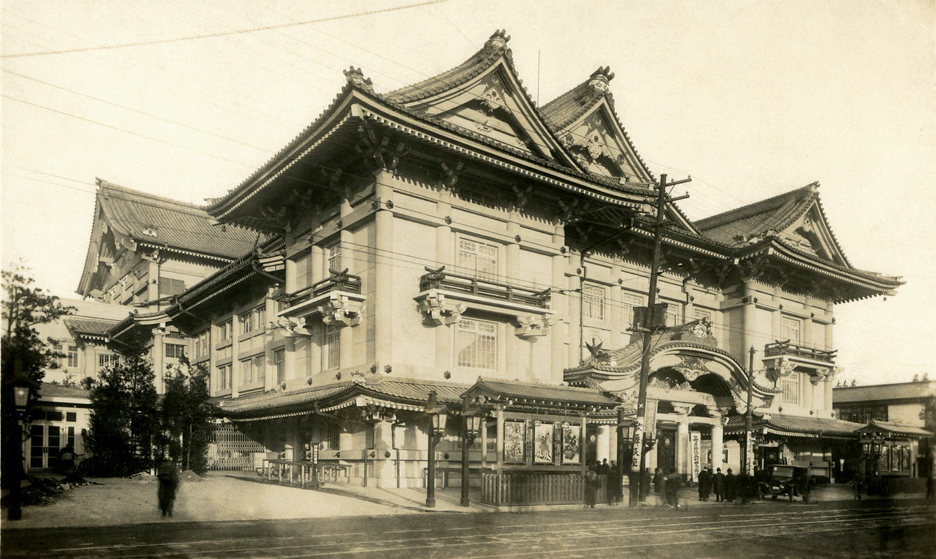
Kabuki-Theater, 1925
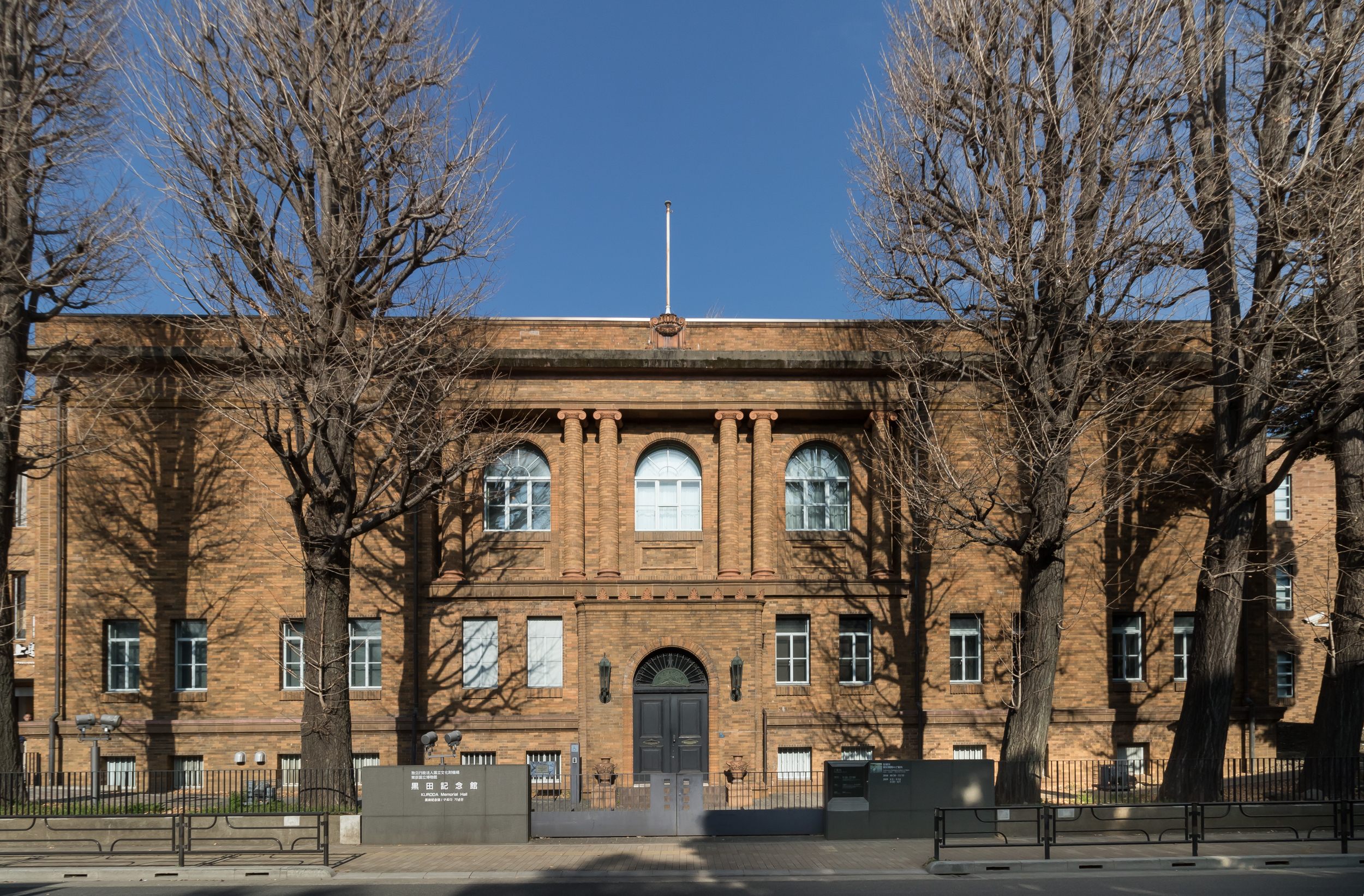
Kuroda Memorial Hall, 1928
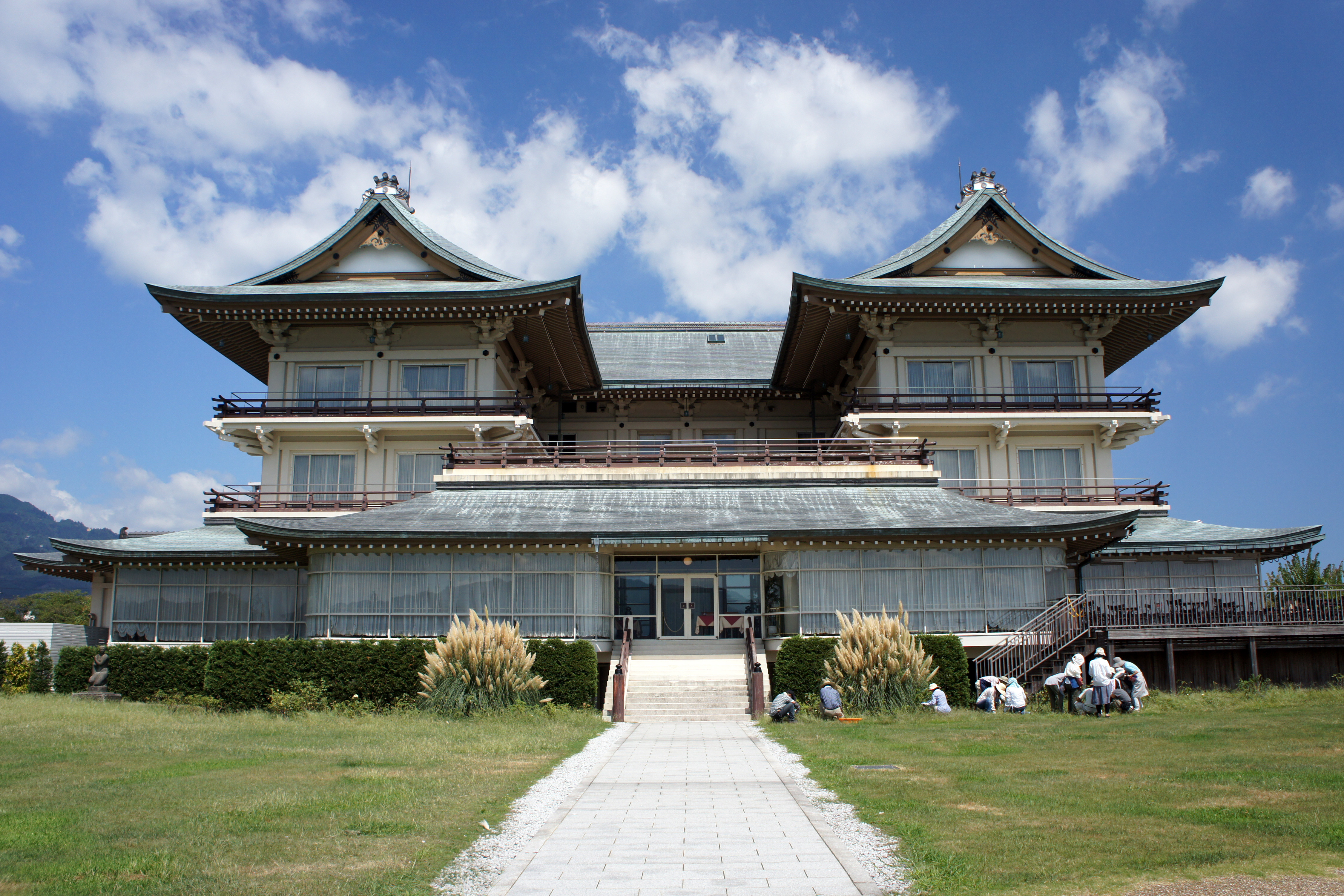
Biwako Otsukan, 1934
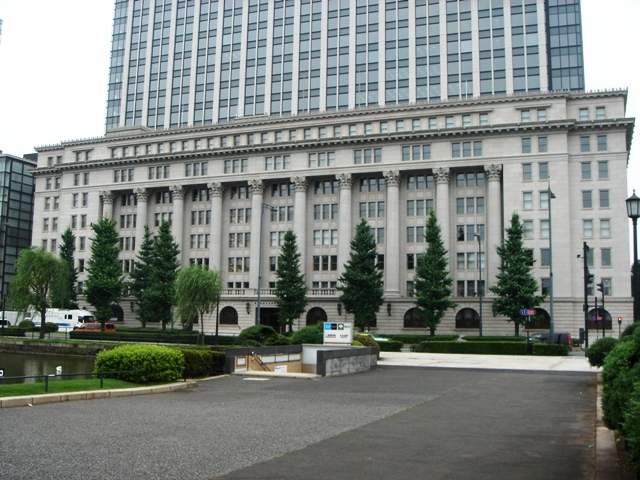
Meiji Seimeikan, 1934[A 2]